# Iglesia de Nuestra Señora de La Asunción (Laviana)
La iglesia de Nuestra Señora de La Asunción es el templo parroquial de la villa de Pola de Laviana, en el municipio asturiano de Laviana (España).

## Historia
Fue levantada en 1895 por el arquitecto Luis Bellido. Antes de su construcción, el principal templo de la zona era el Santuario de la Virgen de Otero. La edificación del templo consta de una única torre, tal y como venía definida en el proyecto de ejecución y en su construcción se invirtieron 75.000 pesetas de la época. La financiación corrió a cargo de las aportaciones vecinales y particulares, del Obispado y contó con un donativo personal del propio Obispo, Martínez Vigil que aún no habiendo nacido en Pola de Laviana, se sentía muy vinculado a ella. También se vendieron otros inmuebles, como la capilla de San Miguel, donde más tarde se levantó la casa consistorial. El templo se inauguró en 1899 en estilo neogótico. En 1921 un rayo produjo daños en el campanario, por lo que se restauró y se añadió la cruz actual. De nuevo resultó dañada durante la Guerra Civil, por lo cual y hasta su rehabilitación, las misas tenían lugar en el quiosco de la música. 

### Descripción
Se trata de una planta en forma de cruz con capillas adyacentes, cuya fachada está rematada por una torre con chapitel y reloj. El ábside es semicircular y en la parte posterior está adosada la casa rectoral, construida en 1970 tras derribarse la anterior.